# 4259 McCoy
4259 McCoy è un asteroide della fascia principale. Scoperto nel 1988, presenta un'orbita caratterizzata da un semiasse maggiore pari a 2,8925959 UA e da un'eccentricità di 0,0467510, inclinata di 2,91732° rispetto all'eclittica.